# Ninja Sentai Kakuranger
Ninja Sentai Kakuranger (忍者戦隊カクレンジャー Ninja Sentai Kakurenjā?) (traducido como Escuadrón Ninja Kakuranger) es la 18.ª temporada de la franquicia Super Sentai Series, producida por Toei Company y emitida en TV Asahi del 18 de febrero de 1994 al 24 de febrero de 1995, constando de 53 episodios. El título que le dio Toei para su distribución internacional es Ninja Rangers.

## Argumento
Hace 400 años, los ninjas y los Yōkai tuvieron una gran guerra. El legendario Sarutobi Sasuke y otros cuatro ninjas sellaron al comandante Nurarihyon de los Yōkai y todas sus energías diabólicas en una cueva protegida por la "Puerta del Sello". En el presente, uno de los pocos Yōkai que quedan, Kappa, engaña a los descendientes de Sarutobi y Kirigakure Saizō, Saizō y Sasuke, para que liberen a Yōkai abriendo la puerta. Ellos dos ahora, junto a otros tres descendientes de grandes ninjas, se convierten en los Kakuranger para luchar contra los renacidos Yōkai.

## Personajes

### Kakuranger
Cada miembro del equipo toma el nombre de un ninja legendario y es maestro del Kakureryū Ninjutsu (Técnicas Ninja Ocultas). El lema del equipo es "Escondiéndose de la gente y cortando el mal"
- Sasuke/Ninja Red (サスケ/ニンジャレッド Sasuke/Ninja Reddo?): Tiene 26 años y es descendiente de Sarutobi Sasuke. Es un exaltado temerario y de mente sucia cuyos defectos se compensan por su buen corazón y su lealtad. Tiene un primo pequeño llamado Kosuke. Se corresponde con Sun Wukong de Viaje al oeste. Su técnica ninja es la clonación.
- Tsuruhime/Ninja White (鶴姫/ニンジャホワイト Tsuruhime/Ninja Howaito?): Tiene 15 años y es la primera mujer líder en la historia de Super Sentai, (aparte de ser la única mujer del grupo). Descendiente de los señores feudales que respondieron ansiosamente la llamada para luchar contra los Yōkai. Es la 24.ª protectora de la Puerta del Sello. Es una mujer fuerte a la que le incomoda su pasado de niña rica. Busca a su padre desaparecido, Hakumenrō. Se corresponde con Xuanzang. Su técnica ninja es la transformación.
- Saizō/Ninja Blue (サイゾウ/ニンジャブルー Saizō/Ninja Burū?): Tiene 22 años y es descendiente de Kirigakure Saizo. Siempre está parloteando y es un hombre fácilmente halagable que piensa que es mucho más inteligente de lo que es en realidad. Le gusta ayudar a los demás, lo que le hace popular entre los niños. Suele tener mala suerte en casi todo. Su forma de hablar es un poco afeminada. Se corresponde con Bonzo Sha. Su técnica ninja es correr en el agua.
- Seikai/Ninja Yellow (セイカイ/ニンジャイエロー Seikai/Ninja Ierō?): Tiene 24 años y es descendiente de Miyoshi Seikai. Le gustan los videojuegos. Al principio se negaba a luchar, pero cuando vio a un monstruo secuestrar niños, cambió de opinión. Le mueve su deseo de comer, dormir y las mujeres. Es poco decisivo, pero ha heredado una fuerza poco común de su ancestro. Se corresponde con Zhu Bajie. Su técnica ninja es el agrandamiento.
- Jiraiya/Ninja Black (ジライヤ/ニンジャブラック Jiraiya/Ninja Burakku?): Tiene 20 años y es descendiente de Jiraiya. Es un estadounidense de ascendencia japonesa que viene de Los Ángeles, y que fue entrenado por su guardián Gali después de que su padre, que era policía, fuera asesinado por los Yōkai. Sobresale entre los demás personajes porque suele hablar frecuentemente en inglés, lo que al principio suele provocar burlas y confusión entre sus compañeros, y va a aprendiendo japonés a medida que avanza la serie. Es un gran fan de las películas japonesas de ninjas. Tiene una personalidad combinación de cowboy y surfista. Es el luchador puro del grupo, y aunque tiene conocimientos ninja de la Tierra, prefiere luchar con sus habilidades de artes marciales. Es el único miembro del equipo sin correspondencia con ningún personaje de Viaje al oeste, pero Yulong, el caballo de ese relato, tampoco tiene correspondencia en Kakuranger. Su técnica ninja es la fusión y buceo en tierra.

### Aliados
- Ninjaman (ニンジャマン Ninjaman?)/Samuraiman (サムライマン Samuraiman?): A pesar de ser un poco torpe, es un alumno de los Sanshinshō que lucharon contra los Yōkai hace mil años. Sin embargo, Daimaō le engañó para que atacara a los humanos haciéndole creer que eran Yōkai disfrazados, y fue enviado al espacio dentro de una jarra con sellos que solo aquellos del linaje Tsuruhime pueden romper. Al regresar a la Tierra, Junichi y su hermana Mitsuko encontraron a Ninjaman y lo liberaron, convirtiéndose en un aliado de los Kakuranger. Como maestro ninja, Ninjaman lleva una katana, y tiene una gran variedad de ataques ninja a su disposición, y puede cambiar de tamaño para ayudar a sus mentores y a los Kakuranger en sus batallas. Puede montar en una Nube Kintō. Cuando algún Yōkai le llama "novato", Ninjaman se enfurece lo suficiente para cambiar a su verdadera forma de Samuraiman.
- Kōshakushi (講釈師?): Es un presentador con kimono que sirve de narrador de la serie. En el episodio 39, él y su equipo de noticias toman un papel más directo en la serie, al querer saber más de los Kakuranger y sus vidas personales, y verse involucrados en un ataque del enemigo.
- Sandayu Momochi (百地三太夫 Momochi Sandayū?): Es un maestro ninja que enseña a los Kakuranger sus habilidades y que los Yōkai consideran peligroso. Antiguo estudiante de Hakamenrō, ayudó a los Kakuranger cuando Gasha Dokuro comenzó la fase inicial de la resurrección de Daimaō, avisándoles de que no estaban listos para derrotarle, muere en el capítulo 31.
- Hakumenrō (白面郎 Hakumenrō?): Un misterioso samurái que resulta ser el padre de Tsuruhime. Luchó contra Daimaō durante la guerra, dejando a su hija a una edad temprana en un intento de protegerla. Sin embargo, falló en su misión y ofreció su servidumbre a Daimaō a cambio de la vida de sus compañeros. Sin embargo, Hakumenrō usó su servidumbre como un ardid para infiltrarse en los Yōkai y encontrar la debilidad de Daimaō.
- Tarō (太郎 Tarō?) y Jirō (次郎 Jirō?): Dos ninjas gemelos que servían al padre de Tsuruhime y jugaban con ella cuando era niña. Acompañaron a Hakumenrō a detener a Daimaō hace años, pero fueron capturados. Hakumenrō tuvo que intercambiar su vida para servir a Daimaō a fin de perdonarles la vida. En respuesta, los dos se convirtieron en perros, haciéndose pasar por mascotas de Bun en la mansión de su amo. Los dos eventualmente devolvieron el favor sacrificándose para liberar a Hakumenrō.
- Bun (ブン Bun?): Un Yōkai que desprecia a los de su raza y ha estado ayudando a Hakumenrō en secreto. Al final de la serie, él permanece con Hakumenrō después de que finalmente se libera del control de Daimaou.

### Arsenal
- Doron Changer (ドロンチェンジャー Doron Chenjā?): Los dispositivos de transformación de los Kakuranger, con forma de pergamino y entregados por sus ancestros. Cada uno lleva la moneda individual de cada Kakuranger y genera su traje. También se pueden usar para detectar a los Yōkai.
- Secret Sword Kakuremaru (秘剣カクレマル Hiken Kakuremaru?): Las armas principales de los Kakuranger. Se trata de las espadas de sus ancestros que cambian de forma cuando los Kakuranger se transforman. Cada Kakuranger puede hacer su propio ataque especial con su espada.
- Kakulaser (カクレイザー Kakureizā?): Las pistolas básicas de los Kakuranger. Se pueden convertir en cuchillos en el modo Laser Knife (レイザーナイフ Reizā Naifu?).
- Shinobi Knuckle (シノビナックル Shinobi Nakkuru?): Unos guantes que tienen los Kakuranger. Aumenta su poder de puñetazo y se puede conectar las armas individuales a ellos, además de servir como dispositivo de agarre.
- Red Slicer (レッドスライサー Reddo Suraisā?): El arma personal de Ninja Red. un shuriken gigante que se puede usar como boomerang o como escudo.
- White Beak (ホワイトビーク Howaito Bīku?): El arma personal de Ninja White. Se trata de una daga.
- Blue Shot (ブルーショット Burū Shotto?): El arma personal de Ninja Blue. Se trata de una pistola de agua.
- Yellow Claw (イエロークロー Ierō Kurō?): El arma personal de Ninja Yellow, una pinza retráctil.
- Black Bow (ブラックボウ Burakku Bō?): El arma personal de Ninja Black. Un arco y flechas.
- Shark Machines: Las motocicletas del equipo. Pueden ejecutar uno de los movimientos finales, el Shark Driver (シャークドライバー Shāku Doraibā?), en el que los Kakuranger combinan las Shark Machines y el Shark Bleeder de Ninja Red se lanza contra el enemigo.
  - Shark Bleeder (シャークブリッダー Shaāku Buriddā?): La motocicleta de Ninja Red.
  - Shark Launcher (シャークランチャー Shāku Ranchā?): La motocicleta de Ninja Blue, con un sidecar para Ninja White.
  - Shark Slider (シャークスライダー Shāku Suraidā?): La motocicleta de Ninja Yellow, con un sidecar para Ninja Black.
- Kakuranger Ball (カクレンジャーボール Kakurenjā Bōru?): Una pelota de fútbol. los Kakuranger se la pasan de uno a otro hasta que el último la lanza contra el monstruo.
- Espada del Trueno Hikarimaru (雷鳴剣ヒカリマル Raimeiken Hikarimaru?): Una espada corta que le dio Tsubasamaru a Sasuke. Se usa con la espada Kakuremaru para potenciar su ataque. También se puede usar para invocar a Tsubasamaru.
- Pergaminos Shinobi (忍之巻 Shinobi no Maki?): son cinco pergaminos que contienen la esencia de Kakure Style Ninja Arts. Perdidos hace más de dos mil años durante la primera batalla entre Daimaō y los tres Generales Divinos. Los Kakuranger los encuentran y consiguen despertar a las Bestias Chōnin.
- Nekomaru (ネコマル Nekomaru?): Un espíritu gato sensible que asumió la forma de un autobús que sirve como base de los Kakuranger, y que puede volar por el aire. También es un restaurante de crepas cuando los Kakuranger no están de servicio.

### Mechas
Los Sanshinshō (三神将 Sanshinshō?) son los Tres Generales Divinos, mechas conscientes que lideraron la guerra contra los Yōkai hace 2000 años. Al haber trascendido su humanidad, los Sanshinshō ayudaron a los ancestros de los Kakuranger en su lucha contra los Yōkai. Aunque el ninpo de los Kakuranger les permitió revivir a Muteki Shogun combinando sus formas Jūsho, tras obtener los Pergaminos Shinobi pudieron invocarle libremente, así como a Tsubasamaru y Kakure Daishogun. Los Sanshinshō representan la esencia de Shin-Gi-Tai (心技体 Corazón, Técnica y Cuerpo?) del ninpo Kakure.  
- Muteki Shogun (無敵将軍 Muteki Shōgun?): Es el primero de los Shanshinshō en despertar, y representa el "cuerpo" del ninpo Kakure. Hibernaba como el castillo Fūun Maboroshijō (風雲幻城?) antes de que los ancestros de los Kakuranger les entregaran sus Doron Changers y les dieran los medios para revivir a Muteki Shogun combinando sus formas Jūshō. El castillo también contiene un altar de piedra de los Shanshinshō a través del cual las tres entidades pueden hablar. Los Kakuranger se pueden transformar en los cinco Jūshō Gigantes (巨大獣将 Kyodai Jūshō?) con el comando "Kakureryū Kyodai Jūshō no Jutsu" (隠流巨大獣将の術?).
  - Red Saruder (レッドサルダー Reddo Sarudā?): La forma Jūshō de Ninja Red, armada con el Saruder Slicer. Forma el cuerpo de Muteki Shogun y guarda el casco. Su nombre es un juego de palabras con la palabra japonesa saru (猿?), que significa "mono".
  - White Kark (ホワイトカーク Howaito Kāku?): La forma Jūshō de Ninja White, armada con los Kark Beaks. Forma el brazo izquierdo de Muteki Shogun. Su nombre es un juego de palabras con la palabra japonesa kaku (鶴?) (en una escritura alternativa que sólo se usa en compuestos), que significa "grulla".
  - Blue Logan (ブルーロウガン Burū Rōgan?): La forma Jūshō de Ninja Blue, armada con el Logan Shaft. Forma el brazo derecho de Muteki Shogun. Su nombre es un juego de palabras con la palabra japonesa rō (狼?) (también en escritura alternativa para compuestos), que significa "lobo".
  - Yellow Kumard (イエロークマード Ierō Kumādo?): La forma Jūshō de Ninja Yellow, armada con la Kumard Claw. Forma la pierna derecha de Muteki Shogun. Su nombre es un juego de palabras con la palabra japonesa kuma (熊?), que significa "oso".
  - Black Gammer (ブラックガンマー Burakku Ganmā?): La forma Jūshō de Ninja Black, armada con el Gammer Bow. Forma la pierna izquierda de Muteki Shogun. Su nombre es un juego de palabras con la palabra japonesa gama (蝦蟇?), que significa "sapo".
- Kakure Daishogun (隠れ 大将軍 Kakure Daishōgun?): Es el último de los Sanshinshō en aparecer, y representa la "técnica" del ninpo Kakure, y se forma a partir de las cinco Bestias Chōnin (超忍獣 Chōninjū?).
  - God Saruder (ゴッドサルダー Goddo Sarudā?): Pilotado por Ninja Red, armado con dos espadas conectables. Forma el brazo derecho de Kakure Daishogun.
  - God Kark (ゴッドカーク Goddo Kāku?): Pilotado por Ninja White, armado con ojos láser. Forma la cabeza de Kakure Daishogun.
  - God Logan (ゴッドロウガン Goddo Rogan?): Pilotado por Ninja Blue, armado con ojos láser y cola cortante. Forma el brazo derecho de Kakure Daishogun.
  - God Kumard (ゴッドクマード Goddo Kumādo?): Pilotado por Ninja Yellow, armado con ojos láser y estampida. Forma el torso superior de Kakure Daishogun.
  - God Gammer (ゴッドガンマー Goddo Ganmā?): Pilotado por Ninja Black, armado con aliento de fuego y ataque Dinamita Mini-Gammer (de su boca salen God Gammers en miniatura que se posan al enemigo y explotan). Forma el torso inferior y las piernas de Kakure Daishogun.
- Bestia Seinin Tsubasamaru (聖忍獣ツバサマル Seininjū Tsubasamaru?): Es un halcón blanco mitológico gigante que representa el "corazón" del ninpo Kakure, y que puede combinarse con Muteki Shogun o Kakure Daishogun para incrementar su poder. Tsubasamaru apareció por primera vez por su cuenta para ayudar a los Kakuranger en batalla, antes de que estos encontraran los Pergaminos Shinobi necesarios para invocarles. Más tarde le entregó a Sasuke su espada del trueno, Hikarimaru.
- Super Muteki Shogun (スーパー無敵将軍 Sūpā Muteki Shōgun?): Es la combinación de Muteki Shogun con Tsubasamaru.
- Super Kakure Daishogun (スーパー隠大将軍 Sūpā Kakure Daishōgun?): Es la combinación de Kakure Daishogun con Tsubasamaru.

### Cuerpo del Ejército Yōkai
El Cuerpo del Ejército Yōkai (妖怪軍団 Yōkai Gundan?) fue sellado 400 años atrás por los ancestros de los Kakuranger, y ahora han cambiado de forma para ponerse al día. La mayoría de los Yōkai tienen una forma humana y usan técnicas ninja. Cuando se les derrota, invocan un rayo hecho de desesperación y miseria humana que los convierte en gigantes.
- Daimaō (大魔王 Daimaō?): Es un Yōkai de 1.199 años de edad que lideró originalmente al ejército Yōkai antes de que los Sanshinshō les sellaran en la Puerta del Sello Demoníaco. También tomó parte en el sello y exilio de Ninjaman mil años antes al engañarle para que atacara a  los humanos.
- Nurarihyon (ヌラリヒョン Nurarihyon?): Es un Yōkai que intentó reunificar el ejército Yōkai años atrás, después del sellado de Daimaō. Sin embargo, fue derrotado por los ancestros de los Kakuranger y fue sellado.
- Joven Noble Junior (貴公子ジュニア Kikōshi Junia?)/Gashadokuro (ガシャドクロ?): Es un infame Yōkai, uno de los líderes de su raza, un bruto que asesina tranquilamente a cualquier humano que se encuentre, y al que le gusta el rock, pero toca el piano cuando está de mal humor. Normalmente se aparece ante los Kakuranger con la forma de Junior, un roquero de pelo rubio y blanquecino con ropa de cuero, pero puede adoptar su verdadera forma de esqueleto cuando se enfada. Uniendo a los Yōkai a su alrededor, Junior pretende eliminar a la mayoría de los humanos para crear un paraíso Yōkai, es la contraparte Sentai de Rito Revolto, de Power Rangers. Una vez que todos los Kakurangers obtuvieron los Pergaminos Shinobi, Junior asume su verdadera forma para luchar contra las Super Bestias Ninja y evitar que destruyan la Puerta Sellada. Sin embargo, es dominado por ellos hasta que Hakumenro intervino. El hecho de que tuvo que ser salvado por el mismo humano a quien Daimaou aprecia por encima de él llevó a Junior a que Hakumenro demostrara su valía matando a los Kakurangers. Pero después de herir mortalmente a Sandayuu cuando ayudó a Hakumenro a salvar a los Kakurangers, Junior asume su verdadera forma y domina a los Kakurangers al principio hasta que Sasuke recibe a Hikarimaru para derrotar a Gashadokuro. Pero Gashadokuro se niega a aceptar la derrota y se agranda, luchando contra las Super Bestias Ninja una vez más con el cañón láser que le encargó Yugami. Con este nuevo equipo, obtuvo un ataque llamado Rayo Aplastador (クラッシュビーム, Kurasshu Bīmu ). Pero las tornas cambiaron cuando el equipo formado por Kakure Daishogun y luego por Super Kakure Daishogun, le quitaron su equipo antes de matarlo. Poco después, Daimaou afirma que Gashadokuro no era más que un tonto al pensar que sería su heredero, aunque juró vengarlo de todos modos. La mansión que Gashadokuro había ocupado sirvió como base de operaciones de su padre antes de que finalmente fuera destruida. Durante los eventos del especial de aniversario Ninja Sentai Kakuranger: Act Three - Middle-Aged Struggles, se revela que Junior resucitó con su técnica secreta de reencarnación que usó justo antes de su muerte. Al perder sus recuerdos de ser Gashadokuro y vivir como humano, tuvo un hijo, Goro, con su esposa humana antes de que un accidente automovilístico orquestado por Gerbera matara a su esposa y lo dejara en coma. Tras el despertar de Goro como adulto como Sanmoto Gorozaemon, Junior recuperó la conciencia y todos sus recuerdos y se sacrificó para convertir a su hijo nuevamente en humano.
- Prof. Yugami (ユガミ博士 Yugami-hakase?): Un científico Yōkai al que le encanta el sufrimiento de los niños y que desarrolla varias armas para ayudar a su raza.
- Guerrero Yōkai Nue (妖怪戦士ヌエ Yōkai Senshi Nue?): Es una leyenda entre los Yōkai que abandonó su "indigna" apariencia arcaica para asumir una forma nueva que combina elementos de un águila, un león y una serpiente. La fuente de su poder es un tatuaje en el hombro izquierdo.
- Daidarabotchi (ダイダラボッチ Daidarabotchi?): Un fornido Yōkai con forma de Yeti. hermano menor de Daimaō.
- Yama-uba (山姥 Yamauba?): Es la hermana menor de Daimaō, quien llegó con Daidarabotchi para ayudar a su hermano mayor a luchar contra los Kakurangers.
- Equipo Floral Kunoichi (花のくノ一組 Hana no Kunoichi Gumi?): Es el equipo ninja personal de Gashadokuro que él creó a partir de gatos. Son unas crueles y entrenadas kunoichis armadas con magia ninja, que pueden disfrazarse. Usan variados ninpo como Tormenta Floral, Ilusión Floral, Bomba Floral y Misil Kunoichi. Cuando no pelean, los kunoichis residen en su piscina personal bajo techo.
  - Ninja Floral Ayame (花忍アヤメ Hana Nin Ayame?): Lleva un uniforme azul marino.
  - Ninja Floral Sakura (花忍サクラ Hana Nin Sakura?): Lleva un uniforme rosa.
  - Ninja Floral Suiren (花忍スイレン Hana Nin Suiren?): Lleva un uniforme verde aceituna.
  - Ninja Floral Yuri (花忍ユリ Hana Nin Yuri?): Lleva un uniforme naranja.
  - Ninja Floral Ran (花忍ラン Hana Nin Ran?): Lleva un uniforme púrpura.
- Dorodoros (ドロドロ Dorodoro?): Son la forma inferior de Yōkai que sirven como soldados de campo. Aunque tienen rostros deformados y fantasmagóricos y llevan mallas azul claro, los Dorodoros pueden adoptar formas humanas. Tienen miedo de Nue, ya que este no dudaría en matarles si se pasaran de la raya con él.

### Otros personajes
- Goro (吾郎, Gorō ): hijo de Young Noble Junior e hijo adoptivo de Seikai que creció en un hogar para niños administrado por Tsuruhime y aparece exclusivamente en el especial de aniversario Ninja Sentai Kakuranger: Act Three - Middle-Aged Struggles. Cuando despertó como el Youkai Daimaou de la Nueva Era, Sanmoto Gorozaemon (サンモト ゴロウザエモン, Sanmoto Gorōzaemon ), Junior lo convirtió nuevamente en humano.

- Saburo (三郎, Saburō ) y Shiro (四郎, Shirō ): hermanos gemelos que sirven a la familia de Tsuruhime, son los hermanos menores de Taro y Jiro, y aparecen exclusivamente en el especial de aniversario Ninja Sentai Kakuranger: Act Three - Middle-Aged Struggles.

- Gerbera (ガーベラ, Gābera ): Una Youkai de la Nueva Era y una Ninja Florida que aparece exclusivamente en el especial de aniversario Ninja Sentai Kakuranger: Act Three - Middle-Aged Struggles. Fue la responsable del accidente de tránsito que ocasionó la muerte de la madre de Goro y que Junior quedara en coma, todo para convertir a Goro en el Gran Rey Demonio Sanmotogorouzaemon. Ella es destruida por los Kakurangers.

- Yuki-onna: Una youkai de la nueva era que se hace pasar por una mujer joven llamada Snow (スノウ, Sunō ) y aparece exclusivamente en el especial de aniversario Ninja Sentai Kakuranger: Act Three - Middle-Aged Struggles. Ella es destruida por Ninja Blue y Ninja Yellow.

- Kamaitachi: Un youkai de la nueva era que se hace pasar por un joven llamado Weasel (ウィーゼル, Wīzeru ) y aparece exclusivamente en el especial de aniversario Ninja Sentai Kakuranger: Act Three - Middle-Aged Struggles. Es destruido por Ninja Black.

## Episodios
1. Es ninja (忍者でござる Ninja de Gozaru?)
2. Una dama peligrosa (危ないオバサン Abunai Obasan?)
3. Ninja americano (アメリカン忍者 Amerikan Ninja?)
4. El policía aparecido (妖怪ポリスマン Yōkai Porisuman?)
5. Los extraños jugadores irregulares (凸凹珍ゲーマー Dekoboko Chin Gēmā?)
6. ¡El príncipe del globo ocular! (目玉の王子様! Medama no Ōjisama!?)
7. Este tío es enorme (こいつぁデカい Koitsa Dekai?)
8. ¡¡La tienda de gatos disfrazada!! (化猫ショップ!! Bake Neko Shoppu!!?)
9. La impactante emisión en directo (ドッキリ生中継 Dokkiri Namachūkei?)
10. El llanto infantil del anciano (子泣き爺いぢゃ Ko Naki Jijii ja?)
11. ¡Los harapos son lo mejor! (ボロこそ最高!! Boro Koso Saikō!?)
12. ¡¡Se han presentado!! Los nuevos generales bestiales (出たァ!! 新獣将 Detaa!! Shin Jūshō?)
13. Quítate de encima la tristeza (ブッとばせ不幸 Buttobase Fukō?)
14. ¡¡Soy el joven noble!! (俺は貴公子だ!! Ore wa Kikōshi da!!?)
15. ¡Argh! Unos tipos impresionantes (げえッ!! 凄い奴 Gē!! Sugoi Yatsu?)
16. La exterminación Oni del mono rojo (赤猿の鬼退治 Aka-zaru no Oni Taiji?)
17. ¡¡La espada demoníaca y la ropa interior!! (魔剣とパンツ!! Maken to Pantsu!!?)
18. Hola, querido champiñón (ハローきのこ君 Harō Kinoko-kun?)
19. ¡¡La trampa infernal en la oscuridad!! (暗闇の地獄罠!! Kurayami no Jigoku Wana!!?)
20. El Equipo Floral Kunoichi (花のくノ一組!! Hana no Kunoichi Gumi?)
21. El movimiento definitivo imitado (サルマネ必殺技 Saru Mane Hissatsu-waza?)
22. Te haré reír (笑って頂きます Waratte Itadakimasu?)
23. ¡¡Guerra relámpago!! El extraño pájaro blanco (電撃!! 白い怪鳥 Dengeki!! Shiroi Kaichō?)
24. Ah, todo ha terminado (あァ一巻の終り Aa Ikkan no Owari?)
25. ¡Una nueva partida! (新たなる出発（たびだち）!! Aratanaru Tabidachi!!?)
26. El súper secreto de la familia Tsuruhime (鶴姫家の超秘密 Tsuruhime-ke no Chō Himitsu?)
27. El fin de Muteki Shōgun (無敵将軍の最期 Muteki Shōgun no Saigo?)
28. ¡¡Una figura súper grande llega a Japón!! (超大物・来日!! Chō Ōmono - Rainichi!!?)
29. La primera súper batalla de la historia (史上初の超対決（スーパーバトル） Shijō Hatsu no Sūpā Batoru?)
30. Reunión con un padre traicionero (再会 裏切りの父 Saikai Uragiri no Chichi?)
31. ¡¡Mira!! Un nuevo shogun (見たか!! 新将軍 Mita ka!! Shin Shōgun?)
32. No me lamas, Ladrón de Rostros (ナメんな顔泥棒 Namen na Kao Dorobō?)
33. El pueblo Amanojaku (あまのじゃく村 Amanojaku Mura?)
34. ¡¡El infierno arenoso de la novia!! (花嫁砂地獄!! Hanayome Suna Jigoku!!?)
35. Las Tres Hermanas del Castigo (おしおき三姉妹（シスターズ） Oshioki Shisutāzu?)
36. ¡¡El ninja pendenciero!! (暴れん坊忍者!! Abarenbō Ninja!!?)
37. La reina del baile Karakasa (唐傘ダンス女王（クイーン） Karakasa Dansu Kuīn?)
38. ¡Muuu~! Una vaca repulsiva (モオ～ッ嫌な牛 Moo~- Iya na Ushi?)
39. ¡¡Es una recopilación especial!! (特別編だよっ!! Tokubetsu Hen Dayo!!?)
40. La batalla del zorro Heisei (平成キツネ合戦 Heisei Kitsune-gassen?)
41. El fantasma perdido (はぐれゴースト Hagure Gōsuto?)
42. El poder ninja robado (強奪忍者パワー Gōdatsu Ninja Pawā?)
43. El último día de los Sanshinshō (三神将最期の日 Sanshinshō Saigo no Hi?)
44. El gran cambio de tornas lleno de heridas (傷だらけ大逆転 Kizu Darake Dai Gyakuten?)
45. El Santa confuso (慌てん坊サンタ Awatenbō Santa?)
46. El infierno manga de Año Nuevo (新春まんが地獄 Shinshun Manga Jigoku?)
47. Las 100 explosiones de fuegos artificiales humanos (人間花火百連発 Ningen Hanabi Hyaku Renpatsu?)
48. La pelea con bolas de nieve del gran Yukionna (大雪女の雪合戦 Ō Yukionna no Yukigassen?)
49. ¡¡De repente!! Pobres (突然!! ビンボー Totsuzen!! Binbō?)
50. ¡¡Selección especial!! La posada Yōkai (特選!! 妖怪の宿 Tokusen!! Yōkai no Yado?)
51. Eliminación de héroes (英・雄（ヒーロー）・失・格 Hīrō Shikkaku?)
52. ¡¡Al fin!! Padre e hija (大団円!! 父と娘（こ） Daidan'en!! Chichi to Ko?)
53. ¡¡Sellado!! (封印!! Fūin!!?)

### Película
- Ninja Sentai Kakuranger (忍者戦隊カクレンジャー Ninja Sentai Kakurenjā?): Estrenada el 16 de abril de 1994.
- Super Sentai World (スーパー戦隊 ワールド Sūpā Sentai Wārudo?): Película crossover entre Kakuranger y los cuatro Super Sentai anteriores: Chikyū Sentai Fiveman, Chōjin Sentai Jetman, Kyōryū Sentai Zyuranger y Gosei Sentai Dairanger. Estrenada el 6 de agosto de 1994.
- Ninja Sentai Kakuranger: Act Three - Middle-Aged Struggles (忍者戦隊カクレンジャー 第三部・中年奮闘編 Ninja Sentai Kakurenjā: Dai-San-Bu Chūnen Funtō-Hen?): Especial que conmemora el 30 aniversario de la serie[2], siendo por primera vez que se emite una película que celebra los 30 años de finalización de una serie de la franquicia. Estrenado el 4 de agosto de 2024.

## Reparto
- Sasuke: Teruaki Ogawa
- Tsuruhime: Satomi Hirose
- Saizō: Hiroshi Tsuchida
- Seikai: Shu Kawai
- Jiraiya: Kane Kosugi
- Ninjaman: Kazuki Yao
- Kōshakushi: Enjō Sanyūtei
- Sandayū Momochi: Akira Sakamoto
- Hakumenrō: Takayuki Godai
- Tarō: Daisuke Tsuchiya
- Jirō: Keisuke Tsuchiya
- Bun: Yasuyuki Fukuba
- Muteki Shogun: Tomoyuki Hotta
- Kakure Daishogun, Tsubasamaru: Dai Matsumoto
- Daimaō: Hidekatsu Shibata
- Nurarihyon: Yoshimasa Chida
- Joven Noble Junior/Gashadokuro: Kenichi Endō
- Profesor Yugami: Noboru Akima
- Guerrero Yōkai Nue: Tesshō Genda
- Daidarabotchi: Hisao Egawa
- Yama-uba: Haruko Kitahama
- Ninja Floral Ayame: Maho Suzuki (Episodios 15-20) y Miki Ikama (Episodios 35-53)
- Ninja Floral Sakura: Keiko Hayase
- Ninja Floral Suiren: Junko Honda
- Ninja Floral Yuri: Junko Noguchi
- Ninja Floral Ran: Chie Tanabe

## Temas musicales

### Tema de apertura
- Secret Kakuranger (シークレット カクレンジャー Shikuretto Kakurenjā?)
  - Letra: Kayoko Fuyumori
  - Música: Takashi Tsushimi
  - Arreglos: Kenji Yamamoto
  - Intérprete: Tū Chi Chen (トゥー・チー・チェン Tū Chī Chen?)[Notas 2]

### Tema de cierre
- Ninja! Mantenrō Kizzu (ニンジャ！摩天楼キッズ ¡Ninja! Niños de rascacielos?)
  - Letra: Kayoko Fuyumori
  - Música: Takashi Tsushimi
  - Arreglos: Kenji Yamamoto
  - Intérprete: Tū Chi Chen (トゥー・チー・チェン Tū Chī Chen?)[Notas 2]